# Dodoma
Dodoma er en by med 213.636(2020) indbyggere og er Tanzanias hovedstad samt hovedstad i Dodoma Regionen. 
Byen ligger 486 kilometer vest for den tidligere hovedstad Dar es-Salaam (hvor mange betydningsfulde hovedstadsfunktioner fortsat befinder sig) og 441 kilometer syd for Arusha, hovedkvarteret for East African Community. Den dækker et areal på 2.669 kvadratkilometer, Af dette er 625 kvadratkilometer bebygget.
I 1973, blev det planlagt at flytte Nationalforsamlingen og alle regeringskontorer til den nye hovedstad. Tanzanias Nationalforsamling flyttede ind i februar 1996, men mange regeringskontorer er blevet liggende i Dar es-Salaam.
Byen er en planlagt by, for at få en hovedstad centralt placeret i landet, i lighed med Brasilia i Brasilien, Abuja i Nigeria og Islamabad i Pakistan.